# Therophyt

Einteilung Abhängig von der Lage der Erneuerungsknospen

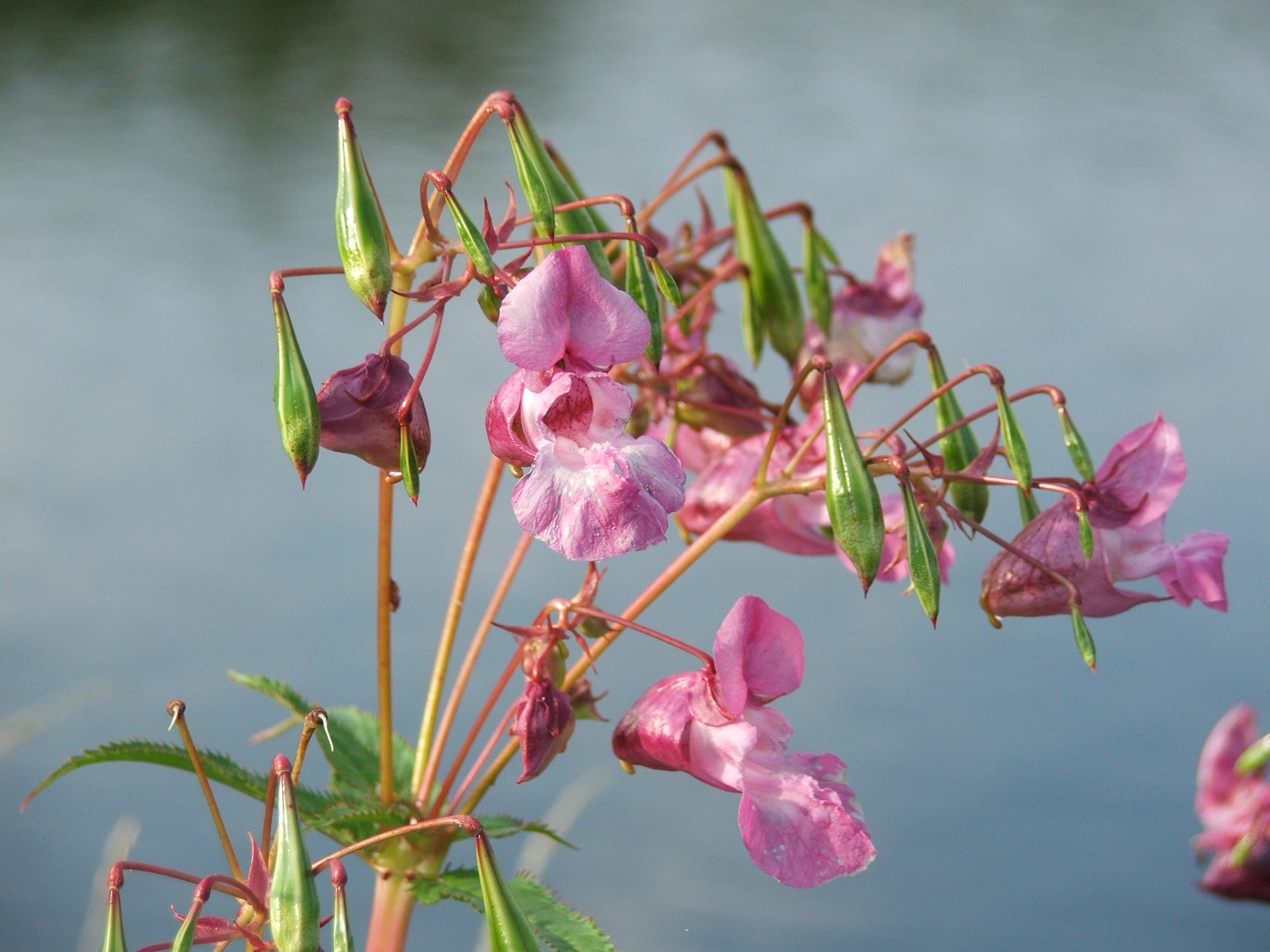
Das Drüsige Springkraut: ein Therophyt

Therophyten (altgriechisch θέρος théros ‚Sommer, Sommerhitze, Wärme‘ und φυτόν phyton ‚Pflanze‘) sind krautige Pflanzenarten von kurzer Lebensdauer, die eine ungünstige Jahreszeit (Winter oder Trockenzeit) als Samen im Boden überdauern. Der Begriff wurde 1905 von Christen Raunkiær geprägt.
Therophyten gibt es als ein- oder zweijährige Pflanzen. Die Samen sind aufgrund ihres sehr niedrigen Wassergehaltes sehr kälteresistent.  
Klatschmohn (Papaver rhoeas) ist ein Beispiel für diesen Lebensformtyp. Klatschmohn tritt meist zweijährig auf (winterannuell), kann aber auch einjährig vorkommen (sommerannuell). 
Einjährige Therophyten finden sich häufig als Bestandteil der Ruderalvegetation.